# Мусахараті
Мусахараті, також званий барабанщиком Рамадану (араб. مسحراتي або араб. مسحر) — особа, яка під час Рамадану має розбудити мусульман грою на барабанах і співом до сходу сонця, щоб вони могли з'їсти свій сухур перед ранковою молитвою. Це заняття має багатовікову традицію, але зараз воно відмирає. Барабанний бій поширений, зокрема, в Єгипті, Судані, Лівії, Тунісі, країнах Перської затоки, Туреччині та Сирії. Барабанщики-будильники починають свій обхід житлових районів приблизно за дві години до сходу сонця. Заклики варіюються від регіону до регіону. Заклики часто римуються. За змістом вони стосуються Бога, місяця посту Рамадан і прийдешньої трапези Сухур, яка, згідно з хадисом, є благословенням.

## Закличні пісні

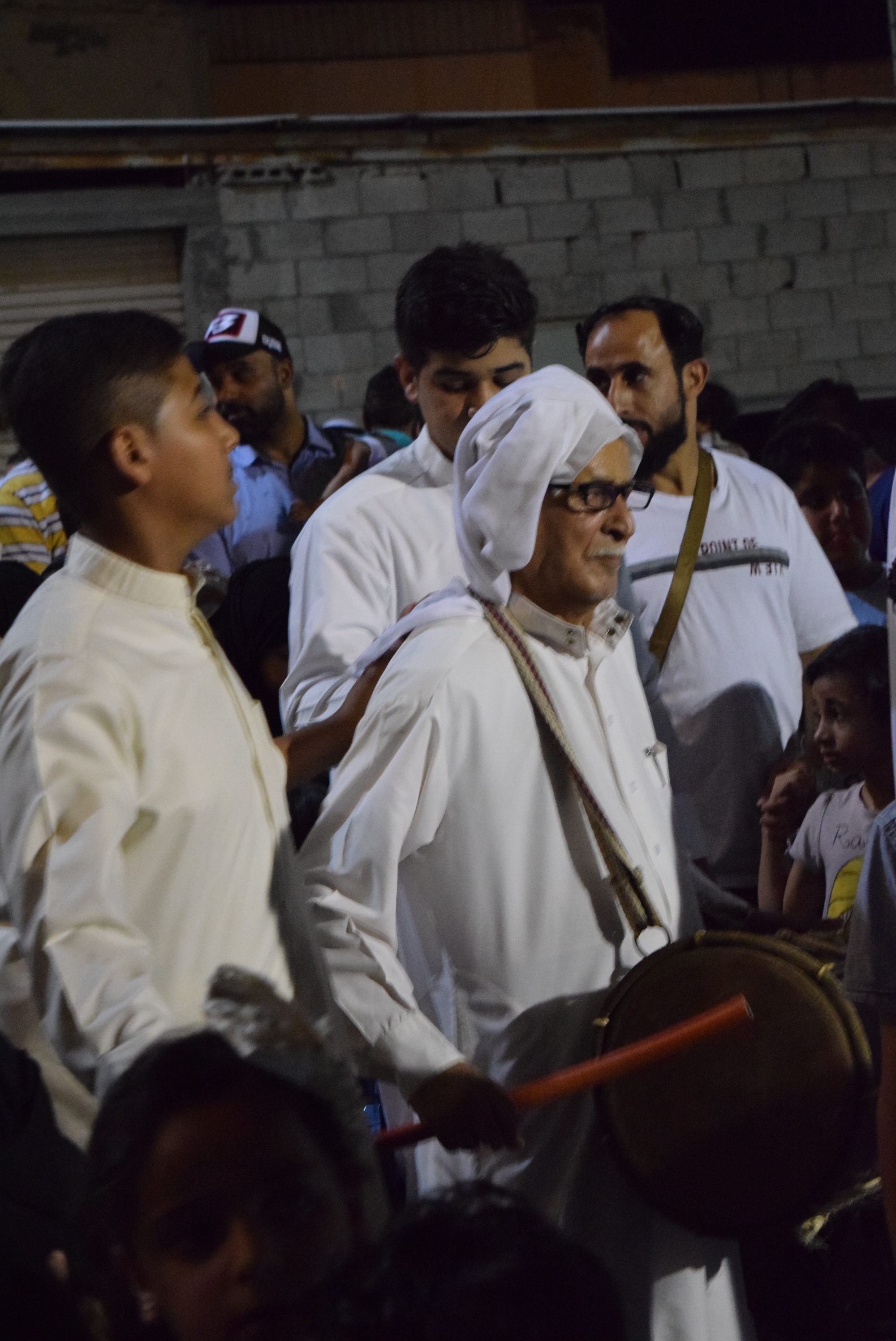
Барабанщик у Катіфі, Саудівська Аравія

Популярним серед піснеспівів є يا نايم وحّد الدّايم يا غافي وحّد الله / Йа найім ваххід ад-дайім, йа гафі ваххід Аллах / «О ви, що спите, сповідуйте єдність над незмінним, о ви, що дрімаєте, сповідуйте єдність над Богом».

## Походження слова
Мусахараті є дієприкметником дієслова сахара, «розбудити когось для сухуру» або «дати комусь ранкову їжу». Дієслово походить від арабської сахар (множ. асхар), воно означає «(ранок) рано, сутінки».